# 福島小一
福島 小一（ふくしま こいち、1886年（明治19年）4月23日 - 1970年（昭和45年）2月21日）は、日本の武道家（剣道・居合道・杖術・銃剣道）。号は通実。剣術・居合・杖術を中山博道に学び、剣・居・杖の3道で範士となった（剣道範士は死後に追授）。

## 経歴
- 1886年（明治19年）4月23日、福島清三郎の次男として広島県に生まれる。

- 1903年（明治36年）、広島市の私立明道中学校の3年まで修了。

- 同年12月、志願兵として陸軍歩兵第11連隊に入営し、翌1904年（明治37年）に日露戦争に従軍する。

- 1906年（明治39年）4月、勲八等を授与される。

- 1909年（明治42年）7月、陸軍戸山学校剣道体操科を卒業。同年8月、歩兵曹長に昇進。

- 1911年（明治44年）11月、陸軍を除隊。

- 1913年（大正2年）4月、母校の明道中学校の教師となる。

- 1915年（大正4年）8月、天真一刀流免許を允許される。

- 1916年（大正5年）12月、呉海軍工廠の剣道教師となる。

- 1918年（大正7年）4月、呉海軍下士官兵集会所の剣道教師となる。海軍兵士の紙本栄一に居合を教えた。

- 1919年（大正8年）7月、中山博道より神道無念流順免許を允許される。同年8月、呉海軍刑務所の剣道教師となる。

- 1920年（大正9年）11月、呉憲兵分隊の剣道教師となる。

- 1923年（大正12年）2月、呉警察署の剣道教師となる。同年5月、大日本武徳会より剣道の精錬証を授与される。

- 1925年（大正14年）11月、道場「呉有信館」を開く。

- 1927年（昭和2年）11月、中山博道より神道無念流免許を允許される。

- 1929年（昭和4年）2月、私立興文中学校の剣道教師となる。

- 1930年（昭和5年）5月、居合術の精錬証を授与される。

- 1933年（昭和8年）5月、居合教士号を授与される。

- 1936年（昭和11年）5月、剣道教士号を授与される。

- 1938年（昭和13年）7月、武徳会より剣道六段を認定される。

- 1940年（昭和15年）7月、有信館本部より剣道七段を認定される。

- 1942年（昭和17年）8月、武徳会より銃剣術三段を認定される。

- 1955年（昭和30年）5月、全日本居合道連盟より居合道八段を授与される。

- 1956年（昭和31年）5月、全居連より居合道範士号を授与される。

- 1958年（昭和33年）5月、全居連より居合道九段を授与される。

- 1959年（昭和34年）11月、全日本剣道連盟より杖道教士号を授与される。

- 1960年（昭和35年）5月、全剣連より居合道範士八段を授与される。

- 1962年（昭和37年）5月、全剣連より居合道九段を授与される。

- 1966年（昭和41年）5月、全剣連より杖道範士号を授与される。

- 1970年（昭和45年）2月21日、老衰により死去。同年5月、全剣連より剣道範士号を追授される。